# Ocymyrmex zekhem
Ocymyrmex zekhem är en myrart som beskrevs av Bolton 1981. Ocymyrmex zekhem ingår i släktet Ocymyrmex och familjen myror. Inga underarter finns listade i Catalogue of Life.

## Bildgalleri

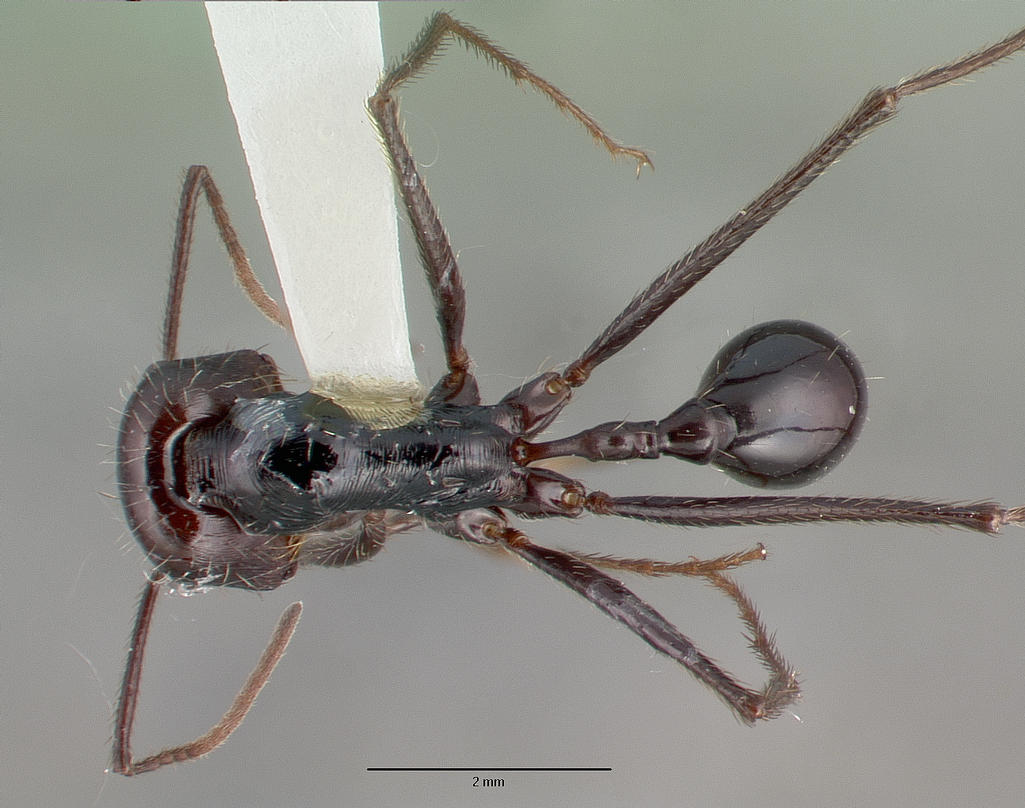
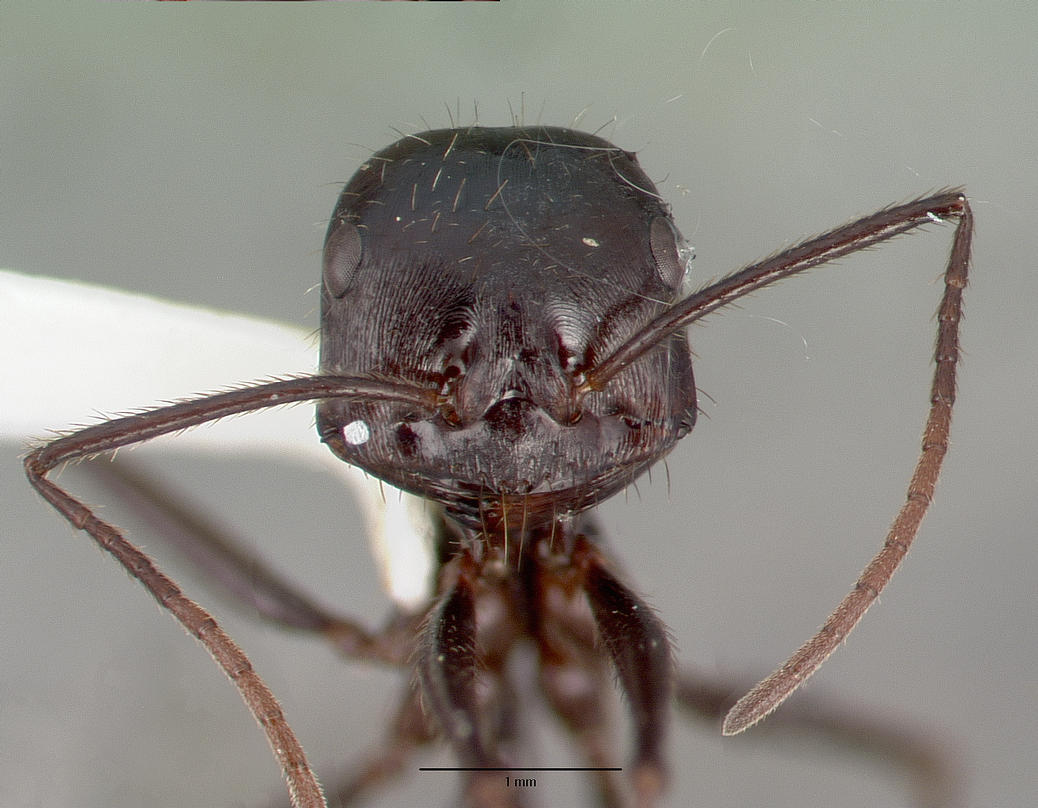
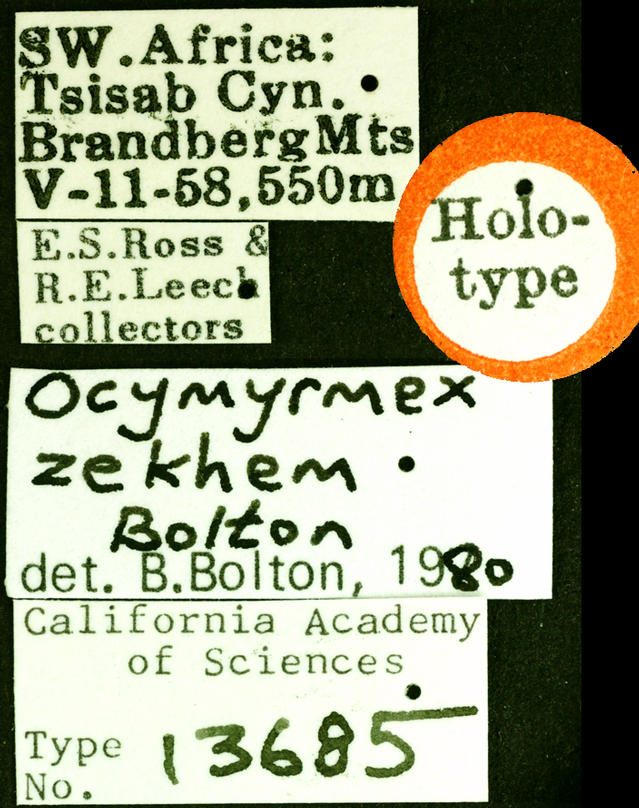
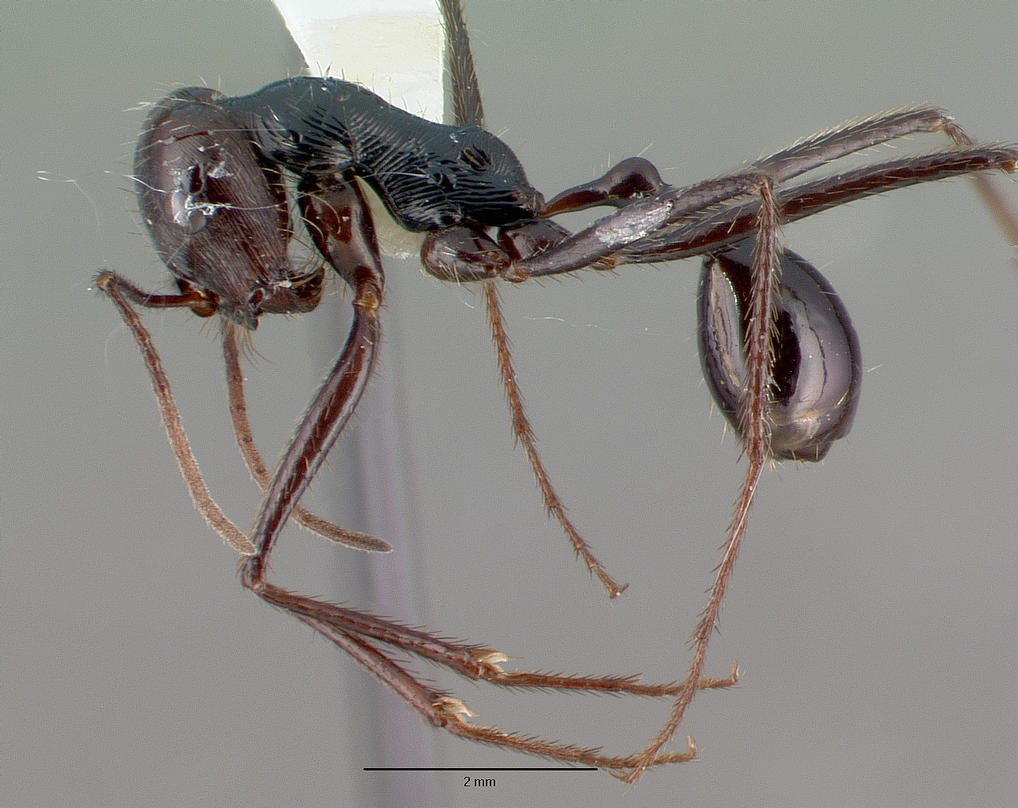